# 2. Balkankrig
Den 2. Balkankrig fandt sted i 1913 mellem Bulgarien på den ene side og Serbien, Grækenland, Osmannerriget, Rumænien og Montenegro på den anden.
1. Balkankrig betød en sejr for koalitionen af Serbien, Montenegro, Bulgarien og Grækenland over det osmanniske Tyrki, men krigen havde ikke ført til en bilæggelse af koalitionspartnernes indbyrdes modstridende grænsekrav i Makedonien, og følgelig udbrød der efter kort tid åben konflikt mellem Serbien, Grækenland og Bulgarien om delingen af det omstridte territorium.
Bulgarien led de største militære tab i krigen, men havde haft en stor del af sine tropper bundet på østfronten mod tyrkerne. Dette havde betydet at Bulgarien havde opnået kontrol med byen Edirne (Adrianopel) men landet havde kun opnået kontol over en mindre del af det makedonske område.

## Baggrund
Bulgariens ønske om øget territorie var medvirkende til at krigen begyndte. Ligeledes var 1. Balkankrig ikke afsluttet med en entydig afklaring af grænserne hvilket også bidrog til at krigen begyndte.

## Optakt
Kort før 1. Balkankrigs udbrud havde den græske statsminister Eleftherios Venizelos og hans serbiske kollega ført forhandlinger om deling af Makedonien, og begge statsledere havde udvist interesse for indgå et indbyrdes kompromis, der tilgodeså deres respektive lande på Bulgariens bekostning. Under krigen havde Grækenland opnået kontrol over den sydvestlige del af området inklusive hovedbyen Thessaloniki og halvøen Chalkidike. Kort tid efter den græske indmarch i byen ankom bulgarske tropper ligeledes til Thessaloniki. For at styrke sit lands krav på Thessaloniki tog den græske kong Georg 1. ophold i byen, hvor han kort tid efter blev myrdet af en anarkist. Endvidere ønskede Grækenland at opnå kontrol over Kavalaområdet øst for Thessaloniki med de potentielle skatteindtægter områdets tobakproduktion kunne indbringe. Serbien havde opnået kontrol over de nordlige dele af det omstridte territorium, men havde ikke opnået sit mål om at få adgang til Adriaterhavet på grund af italiensk modstand. Den nyoprettede stat Albanien fungerede herefter som italiensk bufferstat mod Serbien. Koalitionens kamphandlinger med Osmannerriget ophørte med undertegnelsen af Londontraktaten 30. maj 1913, men denne traktat anviste ingen løsning på det makedonske problem.

## Krigen
1. juni 1913 indgik Grækenland og Serbien en alliance vendt mod Bulgarien og samtidig afstemte de to lande deres grænsekrav i Makedonien efter hinanden. Senere samme måned angreb den bulgarske hær både den græske og serbiske i et forsøg på at gennemtvinge bulgarsk kontrol over det makedonske område og oprette det Storbulgarien, som landet var stillet i udsigt ved traktaten i San Stefano i 1878. Bulgariens militære styrker oversteg både Serbiens og Grækenlands, men krigen blev afgjort da både Osmannerriget og Rumænien benyttede lejligheden til at falde Bulgarien i ryggen. Således gik rumænerne over grænsen ved Donau og tog kontrol over byen Silistra, og tyrkerne løb storm på Edirne og generobrede hele Østtrakien.
Den 2. Balkankrig blev afsluttet med freden i Bukarest, der tildelte den nordlige del (stort set modsvanrede til det nuværende Nordmakedonien af det makedonske område til Serbien. Den sydlige og største del af området blev tilkendt Grækenland inklusive Thessaloniki og Kavalaområdet. Bulgarien beholdt kontrol over en mindre østlig del af det makedonske område, og måtte afgive Syddobrudja med byen Silistra til Rumænien og Østtrakien og byen Edirne til tyrkerne. Bulgarien bevarede dog kontrol med Vesttrakien og havnebyen Dedeagač (Alexandroupoli).
Denne artikel er baseret på materiale fra den tilsvarende artikel på den engelske Wikipedia.